# Квінт Сульпіцій Лонг
Квінт Сульпі́цій Лонг (лат. Quintus Sulpicius Longus; V—IV століття до н. е.) — політичний, державний і військовий діяч Римської республіки, військовий трибун з консульською владою 390 року до н. е.

## Біографічні відомості
Походив із знатного патриціанського роду Сульпіціїв, який виходив можливо з міста Камеріна. Найімовірніше його батьком був Квінт Сульпіцій Камерін Претекстат, консул 434 року до н. е., братом — Сервій Сульпіцій Руф, тричі військовий трибун з консульською владою 388, 384 і 383 років до н. е.
Його було обрано разом з іншими п'ятьма військовими трибунами з консульською владою 390 року до н. е. якраз напередодні гальського вторгнення до Італії. Трибуни з військами виступили проти галів. Згідно римських літописців саме Квінт Сульпіцій не догодив богам своїм жертвопринесенням напередодні битви, так як зробив його в невідповідний день — це був наступний день після ід Квінтілія — і став винуватцем поразки. Щоправда це скоріше відбулось через некомпетентність командування в суто військових питаннях: трибуни не зміцнили військовий табір і розтягнули бойову лінію, в результаті чого гали здобули легку перемогу.
Коли гали захопили Рим, Квінту Сульпіцію було доручено обороняти Капітолій. Через голод він почав за наказом сенату переговори з галами і домовився про викуп в тисячу фунтів золота (або навіть у дві тисячі фунтів). Він узяв на себе керівництво процедурою його передачі. Саме Квінт Сульпіцій побачив, що гали використовують при зважуванні золота фальшиві гирі, а коли їхній вождь Бренн кинув на чашу терезів свій меч, запитав: «Що це?». І отримав знамениту відповідь — «Горе переможеним!». Але згідно Діонісія, питання про меч задав квестор.
Тит Лівій написав, що саме тоді з'явилося військо Марка Фурія Камілла, яке розбило галів. Але ряд інших джерел стверджує, що гали пішли непереможеними з римським золотом. В історіографії відзначають, що в описі цих подій античними авторами внесено багато легендарного.
Про подальшу долю Квінта Сульпіція нічого не відомо.
Можливо його онуком був Гай Сульпіцій Лонг, тричі консул 337, 323 і 313 років до н. е.